# El Trece
Pour les articles homonymes, voir Canal 13.
El Trece, typographié eltrece (anciennement Canal 13), est une chaîne de télévision privée argentine appartenant au groupe Clarín. C'est une des chaînes de télévision les plus populaires d’Argentine.

## Histoire de la chaîne
La chaîne émit pour la première fois un programme depuis Buenos Aires le 1er octobre 1960. Le 11 janvier 1990, elle fut privatisée et achetée par le groupe Clarín.

## Programmes
El Trece est une chaîne généraliste, elle diffuse à la fois des telenovelas à succès, des jeux télévisés, des séries américaines, du sport et des journaux télévisés.